# Tomás de la Rosa
Tomás Agramonte de la Rosa (né le 28 juillet 1978 à La Victoria, République dominicaine) est un ancien joueur d'arrêt-court au baseball.
Il joue dans la Ligue majeure de baseball pour les Expos de Montréal et les Giants de San Francisco et dans la Ligue centrale du Japon pour les Chunichi Dragons.

## Ligue majeure de baseball
Tomás de la Rosa signe son premier contrat professionnel en 1995 avec les Expos de Montréal. Il fait ses débuts dans la Ligue majeure de baseball avec cette équipe le 17 juillet 2000. Son premier coup sûr dans les grandes ligues se produit le 21 juillet contre les Marlins de la Floride, et il s'agit d'un coup de circuit aux dépens du lanceur Vic Darensbourg. Il joue 32 parties pour Montréal en 2000, et maintient une moyenne au bâton de ,288 avec deux circuits et neuf points produits. En 2001, il ne joue qu'un match avec les Expos et s'aligne le reste de l'année avec leur club-école de la Ligue internationale, les Lynx d'Ottawa. Il porte le numéro 2 dans l'uniforme des Expos.
Réclamé au ballottage par les Pirates de Pittsburgh en avril 2002, de la Rosa joue plusieurs années dans les ligues mineures avec cette organisation ainsi que dans des clubs affiliés aux Rockies du Colorado avant de revenir dans les majeures en 2006 avec les Giants de San Francisco. Lorsqu'il dispute sa première partie avec les Giants, le 19 août 2006, le joueur d'arrêt-court dominicain n'avait pas joué dans un match de la MLB depuis plus de cinq ans, soit depuis le 23 mai 2001. Il frappe pour ,313 en 16 matchs pour San Francisco, avec un point produit.
Tomás de la Rosa a joué 49 parties dans le baseball majeur, maintenant une moyenne au bâton de ,289 avec 24 coups sûrs, deux circuits, 10 points produits, huit points marqués et deux buts volés.

## Championnat du Japon de baseball
En 2008 et 2009, de la Rosa s'aligne avec les Chunichi Dragons de la Ligue centrale du Japon, où en deux saisons il frappe pour ,242 de moyenne au bâton avec 65 coups sûrs, 7 circuits et 25 points produits en 125 matchs.